# Matthew Elias

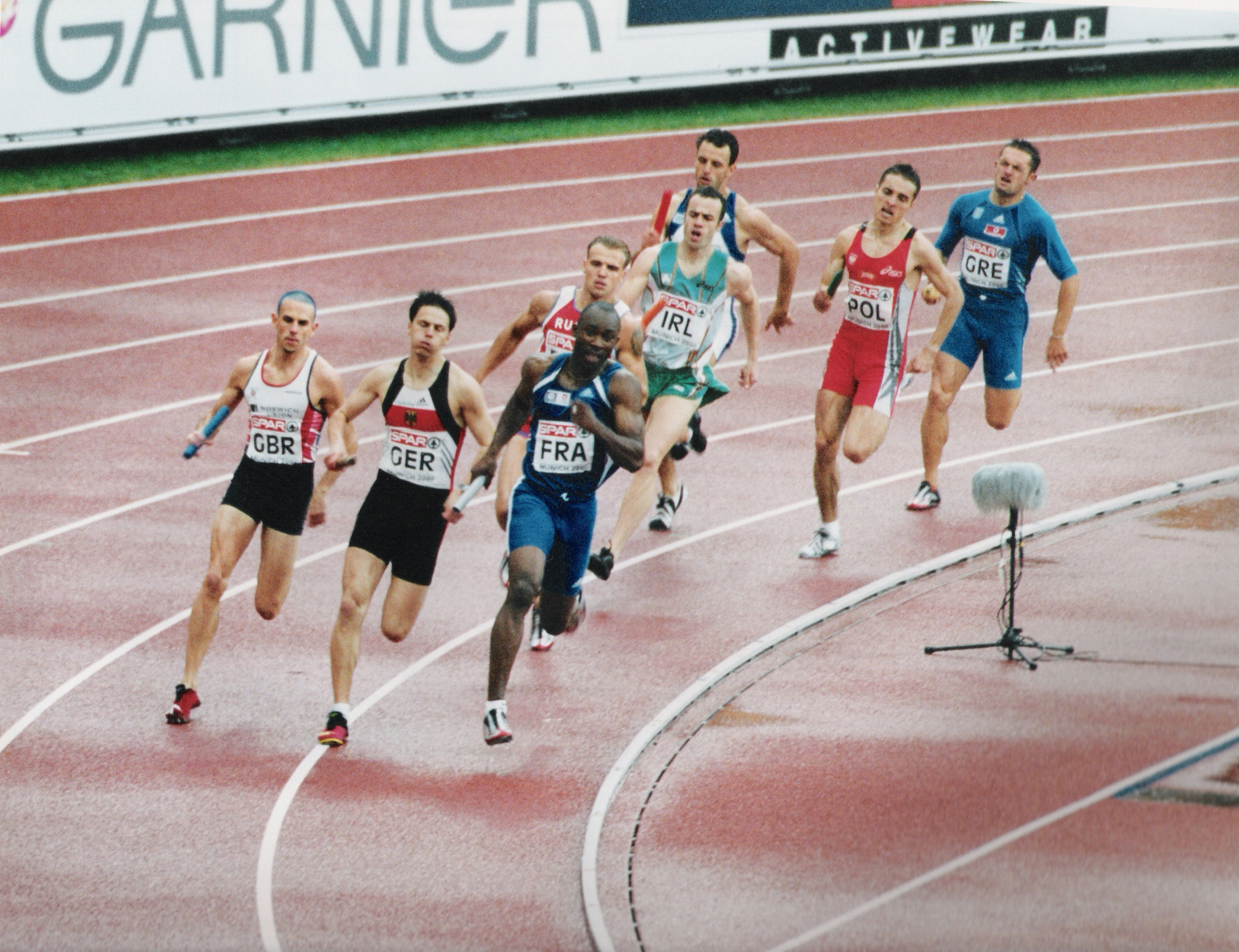
4-mal-400-Meter-Finale bei den Europameisterschaften 2002 in München; Matthew Elias erste Reihe, Links

Matthew „Matt“ Elias (* 25. April 1979 in Cardiff) ist ein britischer Hürdenläufer und Sprinter.
Bei den Commonwealth Games 1998 war er Teil der walisischen Mannschaft, die in der 4-mal-400-Meter-Staffel Bronze gewann.
Vier Jahre später gewann er bei den Commonwealth Games in Manchester Silber sowohl im 400-Meter-Hürdenlauf wie auch mit der walisischen Stafette in der 4-mal-400-Meter-Staffel. Bei den Europameisterschaften in München schied er über 400 Meter Hürden im Vorlauf aus und gewann mit dem britischen Team Gold in der 4-mal-400-Meter-Staffel.
Bei den Olympischen Spielen 2004 in Athen gehörte er erneut zur britischen Mannschaft in der 4-mal-400-Meter-Staffel und kam mit dieser auf den fünften Platz.
Bei den Commonwealth Games 2006 in Melbourne erreichte er über 400 Meter Hürden das Halbfinale.
Matthew Elias ist 1,84 m groß und wiegt 70 kg. Er startet für den Cardiff ACC.

## Persönliche Bestzeiten
- 400 m: 46,03 s, 3. Mai 2003, Ciudad de Guatemala
  - Halle: 46,88 s, 27. Januar 2001, Birmingham
- 400 m Hürden: 49,11 s, 28. Juli 2002, Manchester